# Johan Meliëzer

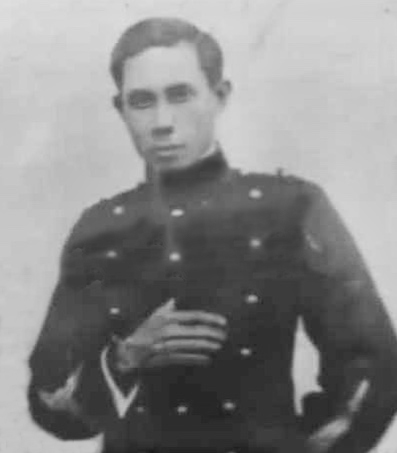
Sgt. Johan Meliëzer

Johan Meliëzer (Ternate, 6 augustus 1896 – Langoan-Menado, maart/april 1942) was een militair in het Koninklijk Nederlandsch-Indisch Leger (KNIL) in Nederlands-Indië.

## Biografie
Johan Meliëzer werd geboren als zoon van Alehandroe Meliëzer en Wilhelmina Morpeij. Het gezin bestond uit 7 kinderen.
In 1917 nam hij dienst als fuselier bij het KNIL in Soerabaya. Hij ontving op 10 november 1924 een bronzen medaille voor trouwe dienst en in 1928 en 1931 de Schietprijs voor schutter op geweer of karabijn. In 1932 ging hij met eervol ontslag.
Op 11 januari 1942 viel het Japanse leger Manado binnen wat resulteerde in de Slag bij Manado. Verdedigers van het KNIL werden door de Japanse overmacht gedwongen zich terug te trekken. Meliëzer was op dat moment commandant van een E-detachement van het Reserve Korps Oud Militairen te Amurang. Hij  begaf zich met een groep van 20 man naar het vliegveld van Langoan, maar toen ze daar een dag later aankwamen bleek dat al in Japanse handen te zijn. Met vijftien personen vormde hij vervolgens een guerrillagroep. Naast soldaten deden er ook enkel burgers mee, waaronder een weduwe van een kort daarvoor geëxecuteerde officier.

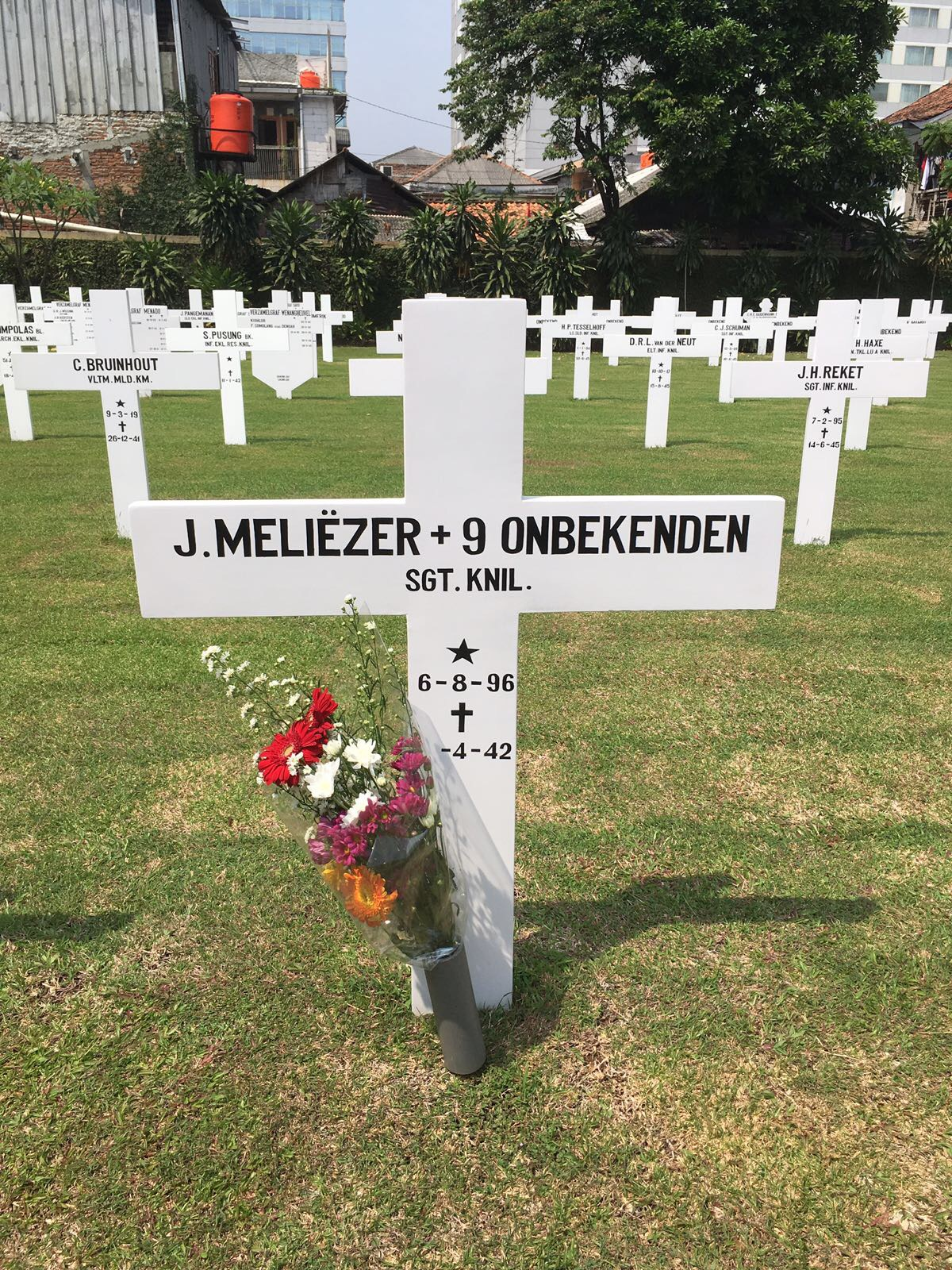
Graf Meliëzer in Menteng Pulo

Op 8 februari kwam het bij kampong Kanejan tot gevechten tussen de groep van Meliëzer en de daar aanwezige Japanse soldaten. De Japanners verloren deze strijd en staken uit wraak het dorp in brand en onthoofden een vijftal burgers. Op 12 februari arriveerde een grotere Japanse eenheid die de guerrilla's wist te omsingelen en gevangen te nemen.
Sergeant Meliëzer en twaalf van zijn medestanders werden te Langoan geëxecuteerd. De overigen werden tot langdurige gevangenisstraffen veroordeeld. De weduwe van Meliëzer en hun vijf kinderen werden als slaven weggevoerd.
Johan Meliëzer ligt begraven op het Nederlands Ereveld Menteng Pulo in Jakarta.

## Onderscheiding
Bij Koninklijk besluit van 20 maart 1948, nr. 35, werd aan Meliëzer wegens zijn verzet tegen de Japanse bezetting postuum de Bronzen Leeuw toegekend.
Op 15 mei 2024 werd het Mobilisatie-Oorlogskruis van het Ministerie van Defensie aan hem en zijn neef Leonard Alhehandru Ernst Meliëzer (1 mei 1919 – 27 juni 1943) toegekend.

### Overzicht
- Bronzen Leeuw (20 maart 1948)
- Mobilisatie-Oorlogskruis (15 mei 2024)
- Onderscheidingsteken voor Langdurige, Eerlijke en Trouwe Dienst in zilver (20 maart 1930)
- Schietprijs voor karabijn eerste maal, 1928
- Schietprijs voor karabijn tweede maal, 1931